# Цефокситин
Цефокситин (Cefoxitin) — цефамициновый антибиотик, разработанный Merck & Co., Inc.. Цефокситин часто относят к цефалоспоринам второго поколения. Продается под торговым названием Мефоксин (Mefoxin).

## Микробиологическое действие
Препарат предотвращает синтез клеточной стенки бактерий. Цефокситин активен против широкого спектра грам-отрицательных и грам-положительных бактерий, в том числе, анаэробов. Препарат не активен in vitro против большинства штаммов Pseudomonas aeruginosa энтерококков, а также многих штаммов Enterobacter cloacae. Стафилококки, резистентные к метициллину/оксациллину, не чувствительны и к цефокситину.
Цефокситин является сильным индуктором бета-лактамаз.

## Фармакологическое действие
Цефалоспориновый антибиотик II поколения для парентерального введения. Действует бактерицидно, нарушая синтез клеточной стенки микроорганизма. Имеет широкий спектр действия. Активен в отношении Staphylococcus aureus и Staphylococcus epidermidis (включая продуцирующие и непродуцирующие пенициллиназу штаммы). Высокоактивен в отношении грамотрицательных микроорганизмов (Escherichia coli, Haemophilus influenzae, Salmonella spp., Shigella spp., Enterobacter spp., Proteus mirabilis, Neisseria gonorrhoeae, Eikenella corrodens (не продуцирующие бета-лактамазу штаммы), Neisseria gonorrhoeae (включая продуцирующие и непродуцирующие пенициллиназу штаммы), Morganella morganii, Proteus vulgaris, Providencia spp., Providencia rettgeri. Активен в отношении анаэробных организмов: Peptococcus niger, Peptostreptococcus spp., Clostridium spp., Bacteroides spp., Bacteroides fragilis group (включая Bacteroides fragilis, Bacteroides distasonis, Bacteroides ovatus, Bacteroides thetaiotaomicron). Устойчив к действию бета-лактамаз. Неактивен в отношении различных видов Pseudomonas spp., многих штаммов Enterobacter cloacae (метициллиноустойчивые), Staphylococcus aureus и Staphylococcus epidermidis (метициллиноустойчивые штаммы) и Listeria monocytogenes. Streptococcus pneumoniae, Streptococcus hemolyticus, большинство Enterococcus spp. (включая Enterococcus faecalis) устойчивы к цефокситину.

## Фармакокинетика
TCmax — в конце инфузии. Cmax после в/в введения 1 и 2 г — 110 и 244 мкг/мл соответственно. Хорошо проникает в плевральную полость, полость сустава, в антибактериальных концентрациях определяется в желчи. Объем распределения — 0,16 л/кг. Связь с белками плазмы — 70-80 %. T1/2 — 0,7-1,1 ч, при почечной недостаточности — 5-6 ч. Выводится преимущественно в неизмененном в виде (85 % за счет гломерулярной фильтрации, 6 % — канальцевой секреции), в виде неактивных метаболитов — лишь 0,2-5 %. T1/2 у новорожденных до 7 дней — 5,6 ч, от 7 дней до 1 мес — 2,5 ч, 1-3 мес — 1,7 ч.

## Показания
Вызванные чувствительными микроорганизмами бактериальные инфекции дыхательных путей, органов малого таза, мочевыводящих путей, костей и суставов, кожи и мягких тканей, абдоминальные инфекции, сепсис, эндокардит. Профилактика послеоперационных инфекционных осложнений.

## Противопоказания
Гиперчувствительность, беременность.

### С осторожностью
Гиперчувствительность к пенициллинам, период лактации, колит в анамнезе, печеночная и/или почечная недостаточность.

## Дозирование
В/в (струйно или капельно), в/м. Средняя доза для взрослых — 1-2 г каждые 6-8 ч.
При неосложненных инфекциях мочевыводящих путей — в/м, по 1 г 2 раза в сутки.
При неосложненной гонорее, в том числе вызванной продуцирующими пенициллиназу штаммами, — в/м, 2 г однократно, одновременно (или 1 ч спустя) с приемом внутрь 1 г пробенецида.
При тяжелом течении инфекций — в/в, 2 г каждые 4 ч или 3 г каждые 6 ч. Суточная доза может быть повышена до 200 мг/кг (но не более 12 г). При нарушении выделительной функции почек первая доза — 1-2 г, в дальнейшем следует уменьшить разовую дозу и увеличить интервалы между введениями.
Детям — в разовой дозе 30-40 мг/кг; кратность введения зависит от возраста: недоношенным детям с массой тела более 1500 г и новорожденным первой недели жизни — через 12 ч; новорожденным 1-4 нед жизни — через 8 ч; более старшим детям — через 6 или 8 ч.
Для профилактики послеоперационных инфекций взрослым назначают по 2 г в/м или в/в за 0,5-1 ч до начала операции; после операции — по 2 г каждые 6 ч, в течение 1 сут. Детям — 30-40 мг/кг с вышеуказанными интервалами, однако новорожденным вторую и третью дозы вводят через 8-12 ч. При проведении кесарева сечения — одномоментно, в/в, 2 г после пережатия пуповины.
Для в/в введения рекомендуется растворять каждые 1-2 г в 10 мл воды для инъекций. Струйное введение осуществляется медленно, в течение 3-5 мин.
Для в/м введения 1 г растворяют в 2 мл воды для инъекций или 0,5-1 % раствора лидокаина гидрохлорида (без эпинефрина).
Режим дозирования при почечной недостаточности: при КК 30-50 мл/мин — 1-2 г каждые 8-12 ч; 10-29 мл/мин — 1-2 г каждые 12-24 ч; 5-9 мл/мин — 0,5-1 г каждые 12-24 ч; менее 5 мл/мин — 0,5-1 г каждые 24-48 ч.

## Побочное действие
- Аллергические реакции: сыпь, эксфолиативный дерматит, токсический эпидермальный некролиз (синдром Лайелла), эозинофилия, лихорадка, одышка, редко — анафилактические реакции, ангионевротический отек.
- Местные реакции: тромбофлебит.
- Со стороны мочевыделительной системы: интерстициальный нефрит, почечная недостаточность.
- Со стороны пищеварительной системы: тошнота, рвота, сухость во рту, снижение аппетита, диарея, псевдомембранозный энтероколит.
- Со стороны органов кроветворения: лейкопения, гранулоцитопения, нейтропения, анемия, тромбоцитопения, супрессия костного мозга, гемолитическая анемия.
- Со стороны ССС: снижение АД.
- Лабораторные показатели: у пациентов с азотемией возможна ложноположительная реакция Кумбса, повышение активности «печеночных» трансаминаз.
- Усугубление течения myastenia gravis.

## Взаимодействие
Лекарственные средства, блокирующие канальцевую секрецию, увеличивают концентрацию препарата в крови и продолжительность его действия.
Аминогликозиды и др. цефалоспорины — риск развития нефротоксичности.

## Особые указания
Пациенты, имевшие в анамнезе аллергические реакции на пенициллины, могут иметь повышенную чувствительность к цефалоспориновым антибиотикам.
Для лечения новорожденных следует использовать растворитель без консервантов. Применение высоких доз у детей сопровождается увеличением частоты эозинофилии и повышением активности АСТ.
Не рекомендуется для лечения менингита.
Во время лечения возможна ложноположительная прямая реакция Кумбса. При использовании метода Яффе возможны ложнозавышенные концентрации креатинина в сыворотке крови.